# 于波 (1969年)
于波（1969年10月—），男，满族，辽宁凤城人，中国共产党党员。中华人民共和国政治人物。曾任延庆区区长。现任延庆区委书记。